# 大空町
大空町（おおぞらちょう）は、北海道オホーツク総合振興局管内の、網走郡に属する町。2006年に女満別町と東藻琴村が合併して誕生した。

## 地理
- オホーツク総合振興局東部に位置する。
- 旧女満別町域は、台地と網走川流域の低湿地で構成され、高台（東部に広がる台地）では畑作、低台（網走川流域の低湿地）では水稲を中心とした農業が発達している。
- 旧東藻琴村域は、北部から南部の山岳地帯にかけて平野・丘陵が広がる。
- 網走湖女満別湖畔は北海道景観100選に選ばれている。
- 山: 藻琴山 (1000m)

## 気候
ケッペンの気候区分によると、大空町は湿潤大陸性気候に属する。寒暖の差が大きく気温の年較差、日較差が大きい顕著な大陸性気候である。降雪量が多く、豪雪地帯に指定されている。山岳地帯に囲まれる内陸部（道央等）に比べて、オホーツク海沿岸は降雪量が少なく、日によっては寒暖差はあるものの、平均気温は緩やかである。
気象庁地磁気観測所（きしょうちょうちじきかんそくじょ）女満別出張所において地磁気観測が行われる。2011年（平成23年）度より無人・遠隔操作化されている。
| 女満別（2003年 - 2020年（降雪量のみ2006年 - 2020年））の気候 | 女満別（2003年 - 2020年（降雪量のみ2006年 - 2020年））の気候 | 女満別（2003年 - 2020年（降雪量のみ2006年 - 2020年））の気候 | 女満別（2003年 - 2020年（降雪量のみ2006年 - 2020年））の気候 | 女満別（2003年 - 2020年（降雪量のみ2006年 - 2020年））の気候 | 女満別（2003年 - 2020年（降雪量のみ2006年 - 2020年））の気候 | 女満別（2003年 - 2020年（降雪量のみ2006年 - 2020年））の気候 | 女満別（2003年 - 2020年（降雪量のみ2006年 - 2020年））の気候 | 女満別（2003年 - 2020年（降雪量のみ2006年 - 2020年））の気候 | 女満別（2003年 - 2020年（降雪量のみ2006年 - 2020年））の気候 | 女満別（2003年 - 2020年（降雪量のみ2006年 - 2020年））の気候 | 女満別（2003年 - 2020年（降雪量のみ2006年 - 2020年））の気候 | 女満別（2003年 - 2020年（降雪量のみ2006年 - 2020年））の気候 | 女満別（2003年 - 2020年（降雪量のみ2006年 - 2020年））の気候 |
| 月                                                           | 1月                                                          | 2月                                                          | 3月                                                          | 4月                                                          | 5月                                                          | 6月                                                          | 7月                                                          | 8月                                                          | 9月                                                          | 10月                                                         | 11月                                                         | 12月                                                         | 年                                                           |
| ------------------------------------------------------------ | ------------------------------------------------------------ | ------------------------------------------------------------ | ------------------------------------------------------------ | ------------------------------------------------------------ | ------------------------------------------------------------ | ------------------------------------------------------------ | ------------------------------------------------------------ | ------------------------------------------------------------ | ------------------------------------------------------------ | ------------------------------------------------------------ | ------------------------------------------------------------ | ------------------------------------------------------------ | ------------------------------------------------------------ |
| 最高気温記録 °C （°F）                                       | 7.2 (45)                                                     | 13.7 (56.7)                                                  | 18.0 (64.4)                                                  | 30.2 (86.4)                                                  | 37.7 (99.9)                                                  | 35.7 (96.3)                                                  | 37.3 (99.1)                                                  | 36.9 (98.4)                                                  | 34.7 (94.5)                                                  | 30.4 (86.7)                                                  | 20.9 (69.6)                                                  | 14.8 (58.6)                                                  | 37.7 (99.9)                                                  |
| 平均最高気温 °C （°F）                                       | −2.9 (26.8)                                                  | −2.1 (28.2)                                                  | 3.0 (37.4)                                                   | 10.4 (50.7)                                                  | 16.9 (62.4)                                                  | 20.7 (69.3)                                                  | 23.8 (74.8)                                                  | 25.3 (77.5)                                                  | 21.9 (71.4)                                                  | 15.5 (59.9)                                                  | 7.9 (46.2)                                                   | 0.5 (32.9)                                                   | 11.7 (53.1)                                                  |
| 日平均気温 °C （°F）                                         | −7.9 (17.8)                                                  | −7.4 (18.7)                                                  | −1.7 (28.9)                                                  | 4.6 (40.3)                                                   | 10.5 (50.9)                                                  | 15.0 (59)                                                    | 18.5 (65.3)                                                  | 20.2 (68.4)                                                  | 16.5 (61.7)                                                  | 9.7 (49.5)                                                   | 2.8 (37)                                                     | −4.5 (23.9)                                                  | 6.4 (43.5)                                                   |
| 平均最低気温 °C （°F）                                       | −14.4 (6.1)                                                  | −14.3 (6.3)                                                  | −7.2 (19)                                                    | −1.1 (30)                                                    | 4.7 (40.5)                                                   | 10.2 (50.4)                                                  | 14.4 (57.9)                                                  | 16.2 (61.2)                                                  | 11.5 (52.7)                                                  | 3.8 (38.8)                                                   | −2.6 (27.3)                                                  | −10.7 (12.7)                                                 | 0.9 (33.6)                                                   |
| 最低気温記録 °C （°F）                                       | −24.8 (−12.6)                                                | −27.0 (−16.6)                                                | −20.8 (−5.4)                                                 | −13.9 (7)                                                    | −3.9 (25)                                                    | 0.4 (32.7)                                                   | 6.3 (43.3)                                                   | 6.6 (43.9)                                                   | 2.4 (36.3)                                                   | −7.5 (18.5)                                                  | −15.4 (4.3)                                                  | −24.1 (−11.4)                                                | −27.0 (−16.6)                                                |
| 降雪量 cm （inch）                                           | 81 (31.9)                                                    | 75 (29.5)                                                    | 61 (24)                                                      | 23 (9.1)                                                     | 2 (0.8)                                                      | 0 (0)                                                        | 0 (0)                                                        | 0 (0)                                                        | 0 (0)                                                        | 1 (0.4)                                                      | 14 (5.5)                                                     | 66 (26)                                                      | 324 (127.6)                                                  |
| 出典1：Japan Meteorological Agency                           |                                                              |                                                              |                                                              |                                                              |                                                              |                                                              |                                                              |                                                              |                                                              |                                                              |                                                              |                                                              |                                                              |
| 出典2：気象庁                                                |                                                              |                                                              |                                                              |                                                              |                                                              |                                                              |                                                              |                                                              |                                                              |                                                              |                                                              |                                                              |                                                              |

| 東藻琴（1991年 - 2020年）の気候    | 東藻琴（1991年 - 2020年）の気候 | 東藻琴（1991年 - 2020年）の気候 | 東藻琴（1991年 - 2020年）の気候 | 東藻琴（1991年 - 2020年）の気候 | 東藻琴（1991年 - 2020年）の気候 | 東藻琴（1991年 - 2020年）の気候 | 東藻琴（1991年 - 2020年）の気候 | 東藻琴（1991年 - 2020年）の気候 | 東藻琴（1991年 - 2020年）の気候 | 東藻琴（1991年 - 2020年）の気候 | 東藻琴（1991年 - 2020年）の気候 | 東藻琴（1991年 - 2020年）の気候 | 東藻琴（1991年 - 2020年）の気候 |
| 月                                 | 1月                             | 2月                             | 3月                             | 4月                             | 5月                             | 6月                             | 7月                             | 8月                             | 9月                             | 10月                            | 11月                            | 12月                            | 年                              |
| ---------------------------------- | ------------------------------- | ------------------------------- | ------------------------------- | ------------------------------- | ------------------------------- | ------------------------------- | ------------------------------- | ------------------------------- | ------------------------------- | ------------------------------- | ------------------------------- | ------------------------------- | ------------------------------- |
| 降水量 mm （inch）                 | 40.0 (1.575)                    | 26.0 (1.024)                    | 32.6 (1.283)                    | 47.4 (1.866)                    | 57.5 (2.264)                    | 68.4 (2.693)                    | 87.7 (3.453)                    | 117.9 (4.642)                   | 118.5 (4.665)                   | 83.4 (3.283)                    | 49.3 (1.941)                    | 51.4 (2.024)                    | 777.0 (30.591)                  |
| 平均降水日数 （≥1.0 mm）           | 11.2                            | 8.1                             | 9.0                             | 9.3                             | 10.1                            | 11.2                            | 11.0                            | 11.2                            | 11.3                            | 9.8                             | 9.4                             | 10.5                            | 120.0                           |
| 出典1：Japan Meteorological Agency |                                 |                                 |                                 |                                 |                                 |                                 |                                 |                                 |                                 |                                 |                                 |                                 |                                 |
| 出典2：気象庁                      |                                 |                                 |                                 |                                 |                                 |                                 |                                 |                                 |                                 |                                 |                                 |                                 |                                 |

## 歴史
- 石器時代より栄えた。石錘・石鏃などが発掘されている。
- 1808年（文化4年） - 幕府の天領となる。
- 1821年（文政4年） - 一旦松前藩領に復す。
- 1808年（安政2年）[要検証 – ノート] - 再び天領となる。
- 1890年（明治23年） - マッチ軸木材伐採のため造材小屋が作られ、人が居住しはじめる。
- 1898年 - 農業に従事する者が定住し本格的な開拓が始まる。
- 1912年（大正元年） - 北見 - 網走間の鉄道が開通し女満別駅が開業する。以後急速に入植者が増え、基礎的な集落が編成される。
- 1921年（大正10年） - 網走町（現網走市）から分村し女満別村が誕生
- 1947年（昭和22年） - 網走町の市昇格と同時に東藻琴村を分村。
- 1951年（昭和26年）4月1日 - 女満別村が町制を施行し、女満別町となる[3]。
- 2003年（平成15年）8月8日 - 道の駅メルヘンの丘めまんべつオープン。
- 2005年（平成17年）7月3日 - 美幌バイパス美幌IC-女満別空港IC間開通。
- 2006年（平成18年）3月31日 - 女満別町と東藻琴村が合併（新設合併）し「大空町」となる[4]。
- 2017年（平成29年）9月1日 - 道の駅ノンキーランド ひがしもことオープン。

### 合併経緯
合併パターン
女満別町、東藻琴村はどちらも網走市が主導する枠組み（網走市・女満別町・東藻琴村・小清水町・清里町・斜里町）での合併と、美幌町が主導する枠組み（美幌町・津別町・女満別町・東藻琴村）の2パターンでの合併を求められた。どちらのパターンとも署名数は多かった。
ところが、女満別・東藻琴ともに町議会で両方のパターンでの枠組みを否決し、網走市および美幌町を含めた形で一本化した形とすべきの結論に至り、その後も女満別が「美幌町が主導する枠組みに網走を加えた枠組み」と「美幌町が主導する枠組みに網走と常呂を加えた枠組み」も唱えたが、美幌町及び常呂町は反対した。
また、女満別空港があると言う理由で北見市との協議入りの要請も、北見市からあったが、受け入れなかった。
結局、女満別町および東藻琴村との対等合併という形が望ましいと言う結論になっている。美幌町の途中参加要請も振り切り、合併している。
新町名
町名は住民からの公募に基づいて決定されたもので、網走管内南部の空の玄関である女満別空港があることに因む。「大空町」という名称は、澄み切った大空、そしてその大空の下に広がる実り豊かな大地のもとで、住民が夢や希望を持ち、晴れ晴れした気持ちで暮らしていくことを目指すという意味で命名された。また、帯広市大空町が網走管内に大空町が誕生することを歓迎した。このことから、大空町と帯広市大空町の交流もあるなど、地域とのつながりが生まれている。
合併直後はカントリーサインが制定されていなかったが、新たなデザインの物が2007年（平成19年）4月に町サイトにて発表された。

## 経済

### 産業
- 農業（畑作）、酪農、漁業（内水面）が発達。
  - 農業 - 総面積に占める農地の割合は約50%と非常に高い。主な作物は麦、ジャガイモ、テンサイ（グラニュー糖の原料）と水稲（もち米）である。しかしこうした主作物は、需要が減り、価格が低迷していることから、花卉・野菜や肉用牛飼育等の収益性の高いものへの取り組みが盛んに行われている。気温が低く病害虫が発生しにくい気象条件にあるため、農薬の使用量を押さえ安全な農作物を生産を目指している。
  - 内水面漁業 - 網走湖を漁場とする内水面漁業を有し、ワカサギ・シジミ・シラウオ・コイを主な資源としている。9月にはしらうお祭りが開催され、活きのいいシラウオのおどり食いが楽しめる。
  - ナチュラルチーズなどの加工乳製品が多く生産される。

### 金融
- 大空町は隣接する網走市や美幌町のような人口はいないため、北洋銀行などの大きな金融機関はない。大空町にある金融機関としては網走信用金庫女満別支店・東藻琴支店、JAめまんべつ、JAオホーツクあばしり東藻琴支所がある。

### 農協
- 女満別町農業協同組合（JAめまんべつ）
- オホーツク網走農業協同組合（JAオホーツク網走）東藻琴支所
- 北海道農業共済組合（NOSAI北海道）大空支所・女満別家畜診療所

### 立地企業
- ボッシュテクニカルセンターおよびテストコース（女満別）
- たいせつ（女満別）
- 北海道畜産公社北見工場[5]（東藻琴）
- 網走観光交通（東藻琴）

### 郵便局
- 女満別郵便局（集配局）
- 東藻琴郵便局（集配局）
- 豊里郵便局

### 宅配便
- ヤマト運輸：道東主管支店美幌センター（美幌町）
- 佐川急便：網走営業所（網走市）

## 公共施設

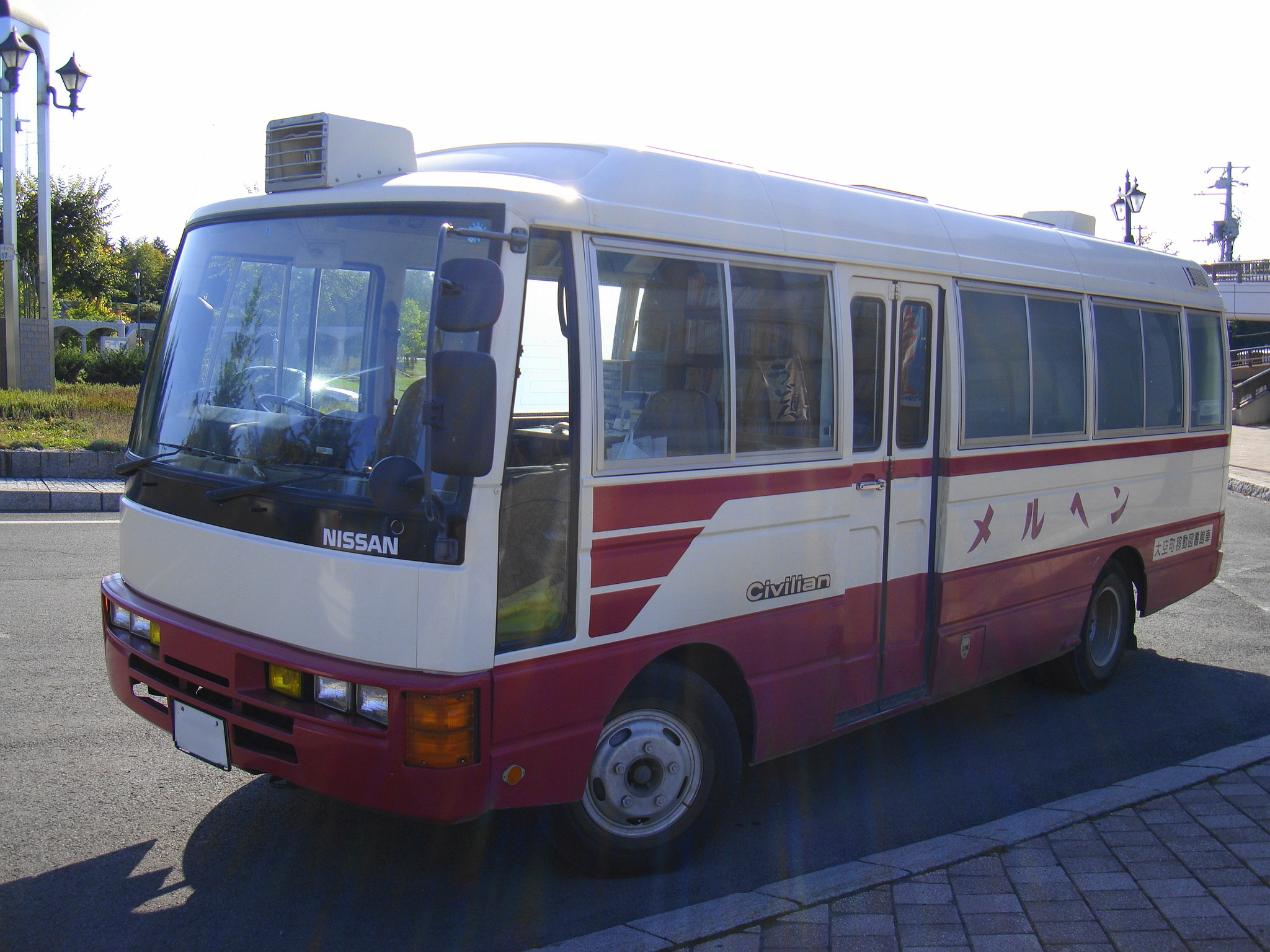
全国的に減少傾向の移動図書館がある

### 警察
- 網走警察署
  - 女満別駐在所
  - 東藻琴駐在所
  - 女満別空港警備派出所

### 消防
- 網走地区消防組合
  - 大空消防署
  - 大空消防署東藻琴出張所

## 姉妹都市・提携都市
- 旧女満別町（姉妹都市）：東京都稲城市
- 旧東藻琴村（友好都市）：熊本県八代郡宮原町（現氷川町）

## 地域

### 人口
| |                                        |  |
| 大空町と全国の年齢別人口分布（2005年） | 大空町の年齢・男女別人口分布（2005年） |  |
| ■紫色 ― 大空町 ■緑色 ― 日本全国 | ■青色 ― 男性 ■赤色 ― 女性              |  |
| 大空町（に相当する地域）の人口の推移 \| 1970年（昭和45年） \| 11,007人 \| \| \| 1975年（昭和50年） \| 9,603人 \| \| \| 1980年（昭和55年） \| 9,565人 \| \| \| 1985年（昭和60年） \| 9,429人 \| \| \| 1990年（平成2年） \| 9,238人 \| \| \| 1995年（平成7年） \| 8,992人 \| \| \| 2000年（平成12年） \| 8,946人 \| \| \| 2005年（平成17年） \| 8,392人 \| \| \| 2010年（平成22年） \| 7,932人 \| \| \| 2015年（平成27年） \| 7,360人 \| \| \| 2020年（令和2年） \| 6,775人 \| \| |                                        |  |
| 総務省統計局 国勢調査より |                                        |  |
| 1970年（昭和45年） | 11,007人                               |  |
| 1975年（昭和50年） | 9,603人                                |  |
| 1980年（昭和55年） | 9,565人                                |  |
| 1985年（昭和60年） | 9,429人                                |  |
| 1990年（平成2年） | 9,238人                                |  |
| 1995年（平成7年） | 8,992人                                |  |
| 2000年（平成12年） | 8,946人                                |  |
| 2005年（平成17年） | 8,392人                                |  |
| 2010年（平成22年） | 7,932人                                |  |
| 2015年（平成27年） | 7,360人                                |  |
| 2020年（令和2年） | 6,775人                                |  |

### 消滅集落
2015年国勢調査によれば、以下の集落は調査時点で人口0人の消滅集落となっている。
- 大空町 - 網走湖（湖面）,女満別公園通

### 教育
- 小学校
  - 大空町立女満別小学校
  - 大空町立東藻琴小学校
- 中学校
  - 大空町立女満別中学校
  - 大空町立東藻琴中学校
- 高等学校
  - 北海道大空高等学校

## 交通

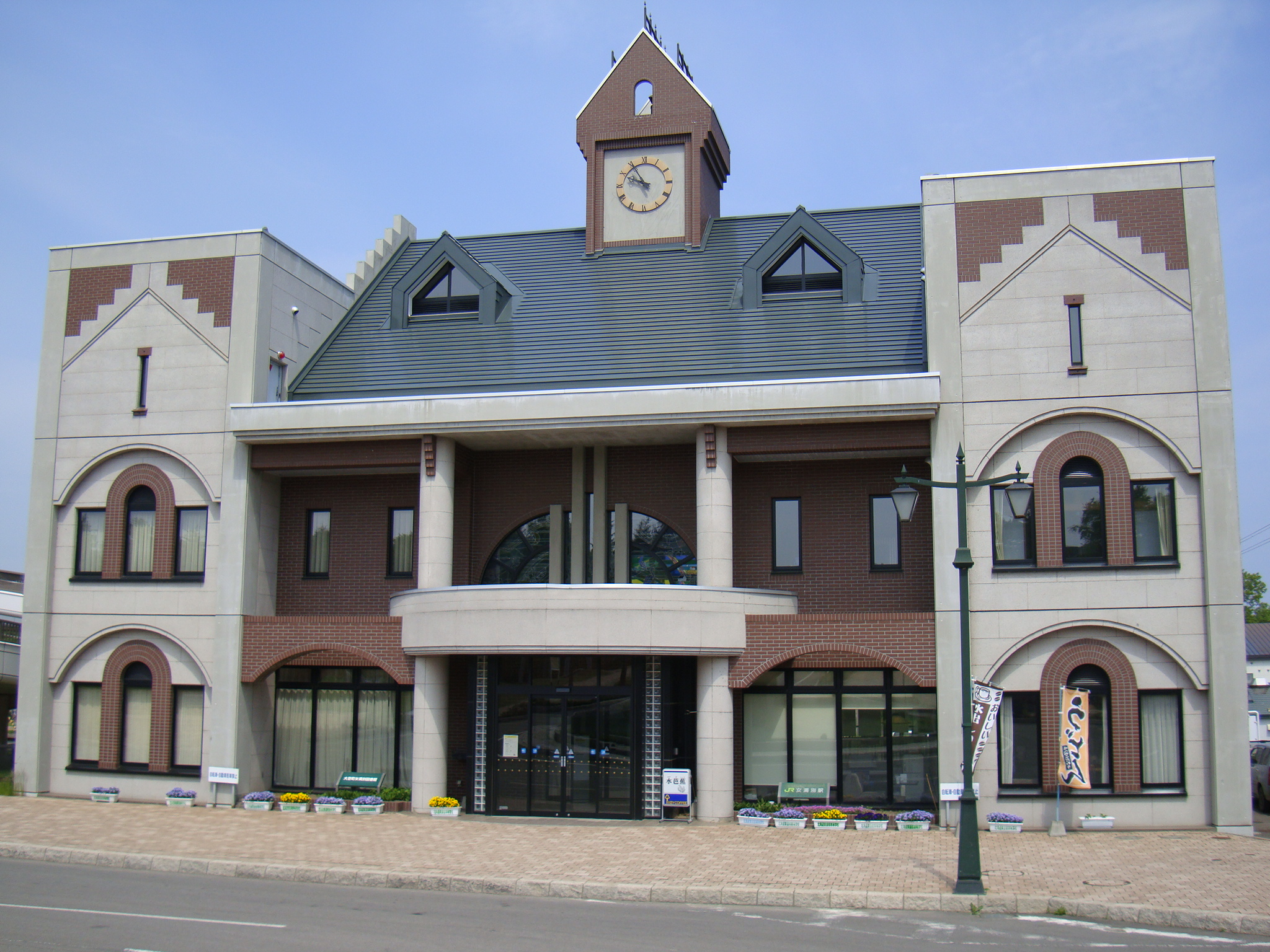
女満別駅

### 空港
- 女満別空港
  - 日本航空、全日本空輸、AIRDO、Peach Aviationが就航する。詳細は空港記事を参照。

### 鉄道
- 北海道旅客鉄道（JR北海道）
  - 石北本線 : 西女満別駅 - 女満別駅

旧東藻琴村では東藻琴村営軌道が運行されていたが、現在は廃止されている。

### バス
- 旧女満別町域
  - 網走バス（共同運行会社含む） - 札幌市方面高速バス、新千歳空港方面高速バス、網走市方面（女満別空港連絡バス）、斜里町・ウトロ温泉方面（季節運行）。
  - 北海道北見バス - 北見市方面（女満別空港連絡バス）。
- 旧東藻琴村域
  - 網走観光交通 - 網走市方面。
  - 斜里バス - 札幌市方面高速バス。

### 道路
- 高速道路
  - 北海道横断自動車道網走線（美幌バイパス）：女満別空港IC
- 国道
  - 一般国道
    - 国道39号（直轄国道）
    - 国道334号
- 都道府県道
  - 主要地方道
    - 北海道道64号女満別空港線
    - 北海道道102号網走川湯線
    - 北海道道104号網走端野線

  - 一般道道
    - 北海道道246号小清水女満別線
    - 北海道道248号嘉多山美幌線
    - 北海道道249号福住女満別線
    - 北海道道714号住吉女満別停車場線
    - 北海道道767号明生北浜線
    - 北海道道995号東藻琴豊富線
    - 北海道道1168号女満別空港インター線
- 道の駅
  - 道の駅メルヘンの丘めまんべつ
  - 道の駅ノンキーランド　ひがしもこと

## 名所・旧跡・観光スポット・祭事・催事

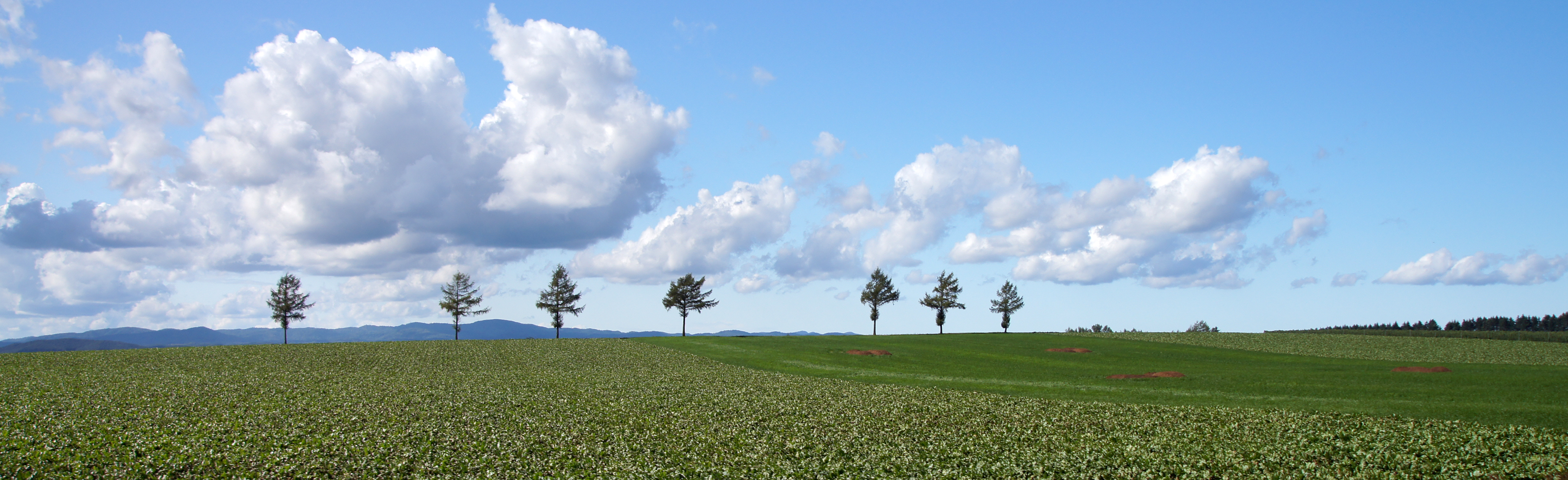
メルヘンの丘

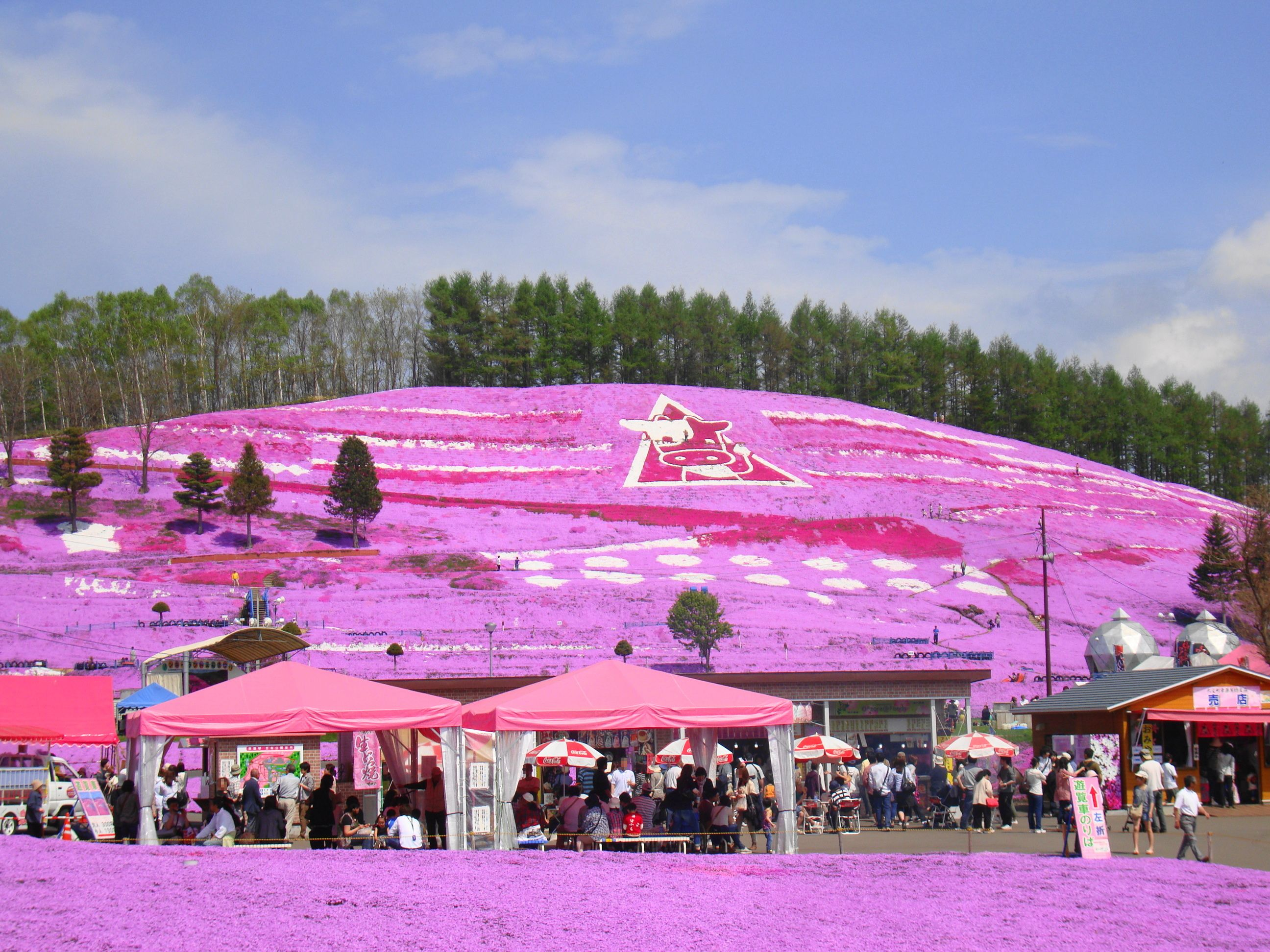
芝桜公園で開催されるひがしもこと芝桜まつり

朝日ヶ丘展望台 ひまわり畑

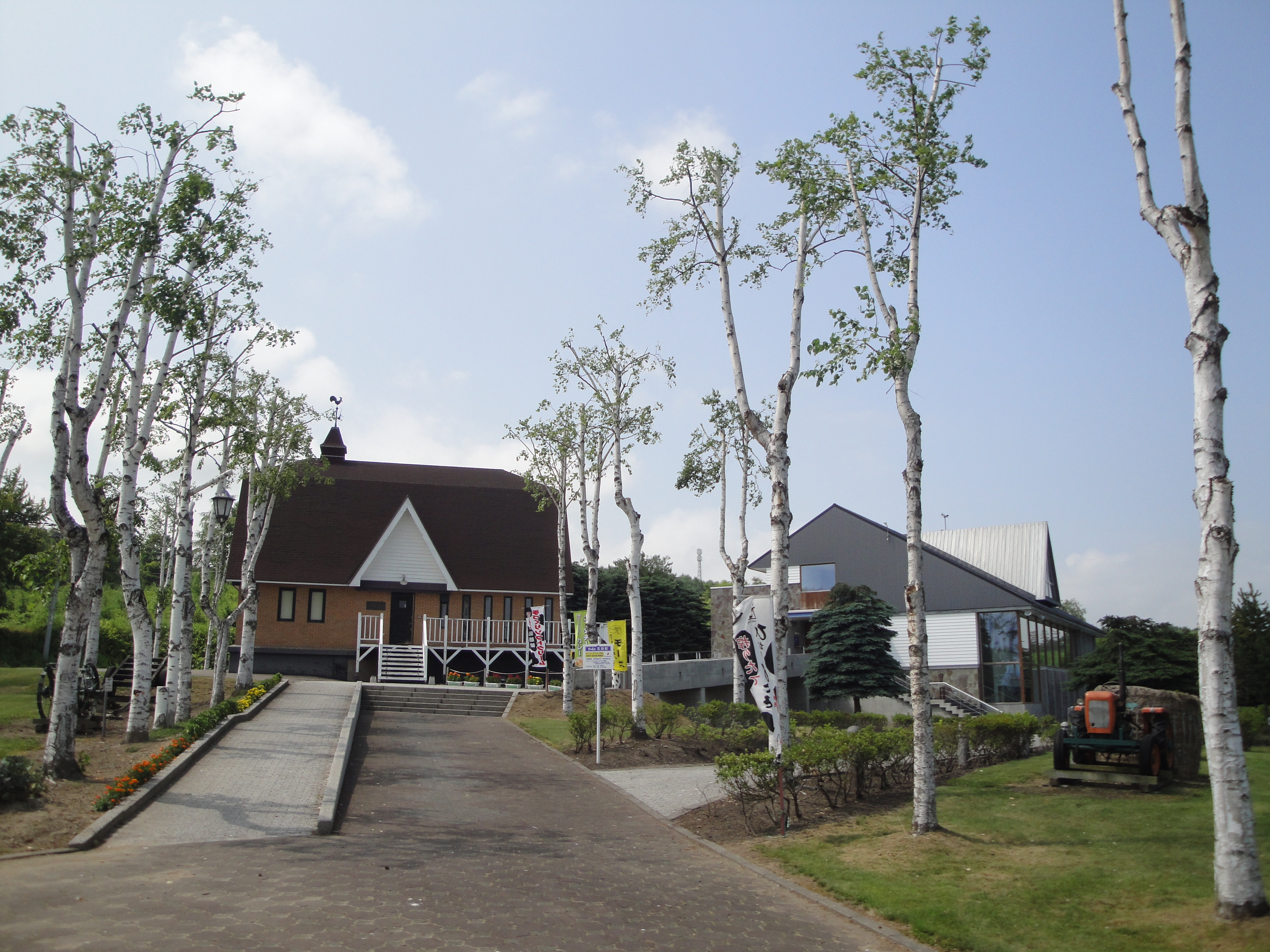
ひがしもこと乳酪館と東藻琴乳製品加工研究所

### 文化財

#### 天然記念物
- 女満別湿生植物群落

#### その他
- 女満別石刃鏃遺跡出土の遺物 - 北海道指定有形文化財（美術工芸品）、女満別研修会館郷土資料展示室

### レジャー
- パークゴルフ
- キャンプ - 網走湖女満別湖畔
- シジミ採り - 網走湖女満別湖畔

### 観光
- 網走湖
- 女満別町湿生植物群落 - 国の天然記念物『水芭蕉大群落』(ミズバショウ大群落)
女満別地区の女満別湖畔と湖南を結ぶ町道・湖畔観光線が網走湖沿いにある。この路線は冬期は女満別野営場 - 女満別湖南（網走市呼人にある「夕陽の家」付近）の区間は通行止めとし、長年夏期（6月中旬から11月上旬ころ）のみ通行できる形をとっていたが、砂利道に加え見通しが悪いなど危険箇所があることなどから現在は一般の車両は通行できない（2008年（平成20年）6月現在、バリケードが女満別野営場側にあることと一般の車両が入れないように杭が立っている）。ただし、歩き・自転車は杭が立っていても通れる幅となっているため、歩き・自転車は今までどおり通ることができる。
- ひまわり畑 - 秋に咲く畑一面に広がる黄色い太陽
- 温泉 - 泉質の違う温泉が4か所
- メルヘンの丘 - 国土交通省の「とるぱ」に指定されている。
- 朝日ヶ丘公園 - 黒澤明 監督の「夢」撮影現場の一つ
- 藻琴山
- 藻琴山温泉 （他に旧東藻琴村中心部でも温泉が湧出する。老朽化により現在、藻琴山温泉は休館中）
- 芝桜公園 （5月から6月にかけてシバザクラが山稜一面に咲く）
- ひがしもこと乳酪（にゅうらく）館 - 東藻琴地区特産のチーズの販売、バターづくり体験ができる。
- 大空豚しゃぶ長いも丼 - 大空町成立を機に考案されたご当地丼。大空町産の豚肉、長いも、米を使った丼物[7]。

### 祭り
- ひがしもこと芝桜祭り（5 - 6月）
- めまんべつ観光夏まつり - ボートレース「ドラゴンボート競技会」が行われる。
- ノンキーランドふるさとまつり - 牧草ロール500kgを男4人1チーム、女5人1チームで転がして競う競技がある。

## 出身有名人
- 松樹路人（1927 - 2017） 洋画家 武蔵野美術大学名誉教授・独立美術協会会員
- 神田山陽（1966 - ） 講談師 落語芸術協会会員。